# Hidalgo (planetka)
(944) Hidalgo je netypická planetka s nejdelší dobou oběhu (13,77 pozemských roků) z planetek situovaných v hlavní pásu asteroidů.

## Základní údaje

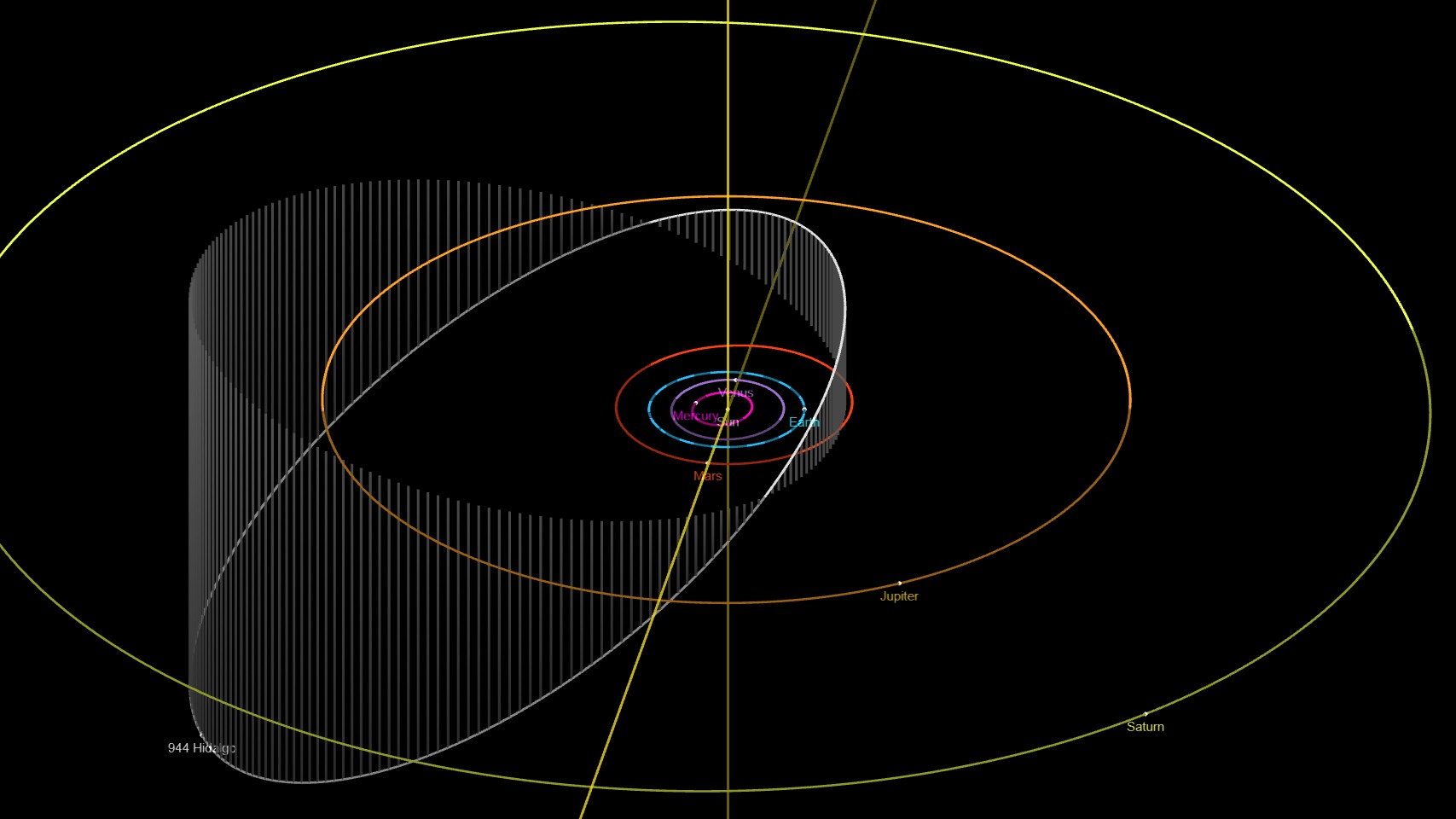
Dráha 944 Hidalgo

S poměrně vysokou excentricitou (0,66) zasahuje jeho perihélium (1,95 AU) do vnitřní hrany pásu asteroidů, zatímco jeho afélium (9,54 AU) sahá přímo k orbitu Saturnu, což je charakteristika, normálně přisuzovaná jen Saturnovým kometám. Někteří astronomové proto předpokládají, že to kdysi byla kometa. Řečeno přímo, Hidalgo je spíše Saturnův úlomek než Saturnův „crosser“ (těleso zkřižující jeho dráhu) nebo Centaur, jelikož jeho afélium nekopíruje Saturnovo. Hidalga svírá s rovinou ekliptiky úhel zhruba 42.56°, část jeho trajektorie „nad“ rovinou ekliptikou, kterou protíná v mezikruží drah Marsu a Jupitera, vyčnívá cca 18% její dráhy a (z pohledu shora) v severním obratníku zasahuje do dráhy Marsu. Délka trajektorie je nepatrně delší než trajektorie Jupitera, a to jenom díky tomu, že je více elipsoidní. Hidalgova rapidní orbitální inklinace je považována za výsledek blízkého setkání s Jupiterem. Jeho průměr se odhaduje na 20 km, je oběžná doba 13 let, 10 měsíců a cca 12 dnů.

## Objevení
944 Hidalgo byla objevena Walterem Baade dne 31. října, 1920 v observatoři Bergedorf poblíž německého Hamburku. Němečtí astronomové pozorovali 10. října 1923 v Mexiku úplné sluneční zatmění za účasti diváků, včetně prezidenta Mexika, a na jeho počest pojmenovali objevenou planetku po Mexickém národním hrdinovi Miguelovi Hidalgo y Cistilla.
Hidalgo je jedna z pěti menších planet zahrnuta ze studie z roku 1993 – Transition Comets -- UV Search for OH Emissions in Asteroids, což byl výzkum zapojující amatérské astronomy, jimž bylo povoleno použití Hubbleova Vesmírného Teleskopu.
Druhá polovina roku 2018 bude nejbližší doba, kdy se Hidalgo nejvíce přiblíží Zemi. Přibližně kolem 22. července t.r. protne rovinu ekliptiky.